# Ficobilina
La ficobilina è una proteina idrosolubile cromofora, ovvero un pigmento fotosintetico, presente nei cianobatteri e nelle alghe rosse.
Ne esistono due tipi: ficocianobilina e ficoeritrobilina, che producono rispettivamente una colorazione blu e rossa.

## Ficobilina nelle alghe rosse
Nelle alghe rosse, le ficobiline nascondono il verde della clorofilla A, conferendo il tipico colore rosso; questo perché in profondità, solo colori blu e violetto della luce riescono a penetrare, lunghezze d'onda della luce che corrispondono proprio ai picchi di assorbimento delle ficobiline.